# Nová Polianka (Vysoké Tatry)

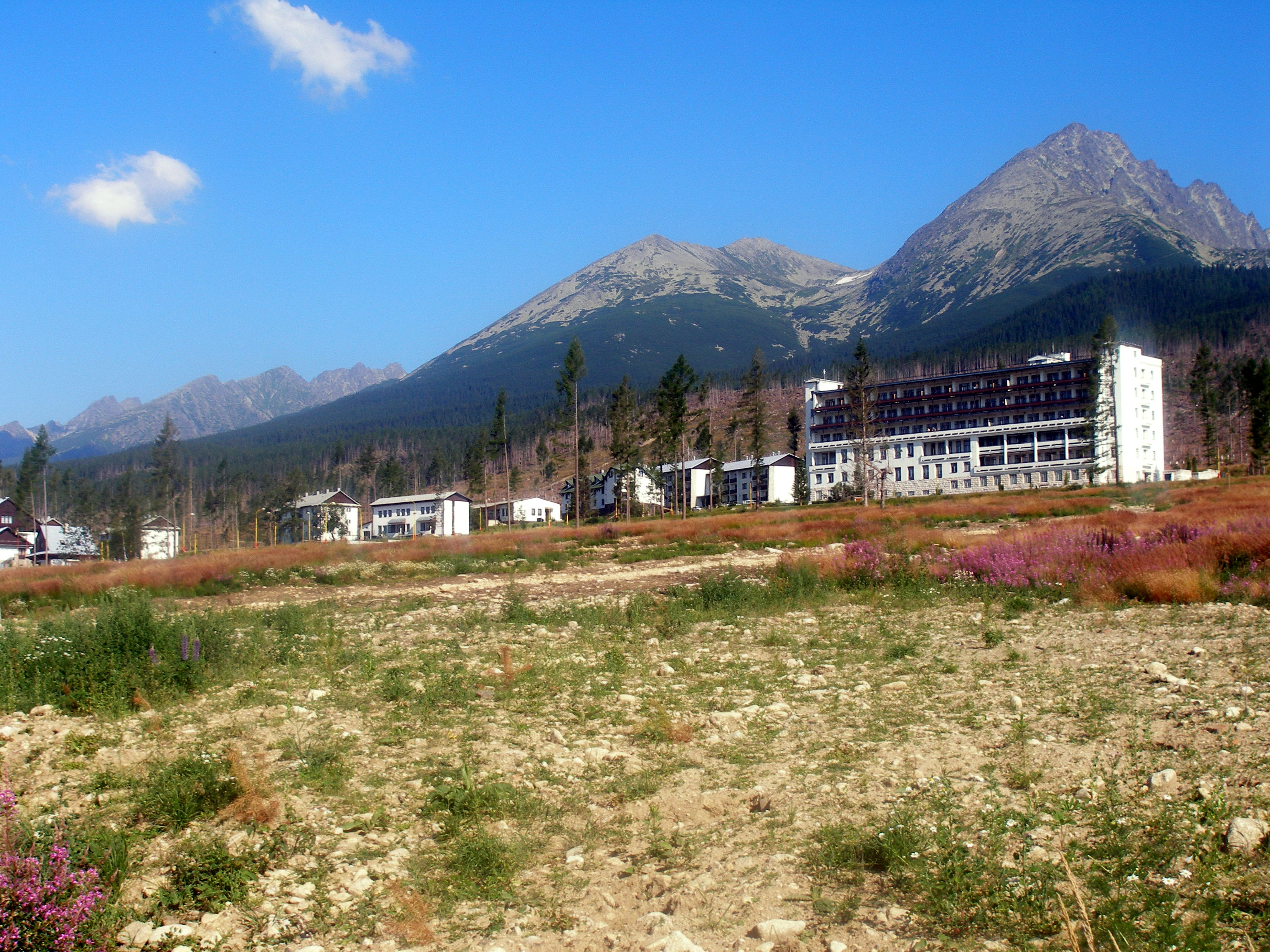
Nová Polianka, mit dem Sanatorium rechts im Bild

Wappen von Nová Polianka

Nová Polianka (deutsch „Neuweszterheim“) ist ein Stadtteil der Stadt Vysoké Tatry auf der slowakischen Seite der Hohen Tatra am Fuße des höchsten Karpatenbergs Gerlachovský štít, zwischen den Stadtteilen Vyšné Hágy und Tatranská Polianka. Das Ortszentrum liegt auf einer Höhe von 1060 m n.m.
Der Ort entstand erst nach dem Zweiten Weltkrieg und erstreckt sich rund um ein Militärsanatorium, das nach einem Projekt des slowakischen Architekten Milan Michal Harminc errichtet und 1956 feierlich seiner Bestimmung übergeben wurde. Behandelt wurden hier anfangs Tuberkulose-Kranke, Partisanen und ehemalige KZ-Häftlinge, später weitete das Sanatorium seine Behandlungsbereiche weiter aus. Das Sanatorium sollte ursprünglich in Tatranské Matliare errichtet werden, letztendlich entschied sich man aber für den heutigen Standort. Seinen Namen leitet der Ort von der bereits bestehenden Siedlung Tatranská Polianka (deutsch Weszterheim) ab.
Auf dem Weg nach Tatranská Polianka steht die kleine Siedlung mit Forsthaus Danielov dom (früher Danielovo genannt, deutsch Daniello). Hier stand einst eine Hütte von Daniel Diergardt, der von 1898 bis 1929 umliegende Wälder besaß.
In Nová Polianka befinden sich die Haltestellen Nová Polianka und Danielov Dom an der Elektrischen Tatrabahn und die Bushaltestelle Vysoké Tatry, Nová Polianka, ferner liegt sie direkt an der Cesta II. triedy 537 („Straße 2. Ordnung“), die hier als Teil des Straßenzugs Cesta Slobody (deutsch Freiheitsstraße) gilt.